# Petits Désordres amoureux
Petits Désordres amoureux és una pel·lícula hispano-helvéto-francès dirigida per Olivier Péray , estrenada el 1998.

## Argument
París. Lionel és un seductor. L'èxit que experimenta amb les dones desperta la gelosia dels seus amics. Un d'ells, Alain, el repta a seduir una dona molt maca escollida arbitràriament, a enamorar-se d'ella, a passar una nit amb ella però... a no fer-li mai l'amor. La presa es diu Claire. Però darrere de la jove sàvia i reservada que tria Lionel hi ha un temperament ardent, amb una sexualitat exigent i plena. La reserva que Lionel imposa (amb dificultats) per guanyar la seva aposta acaba intrigant a la Claire. Ella decideix passar a l'ofensiva.

## Repartiment
- Bruno Putzulu : Lionel
- Vincent Elbaz : Alain
- Smadi Wolfman : Claire
- Sarah Grappin : Sophie
- Béatrice Palme : Sylvia
- Cécile Tanner : Myriam
- Yan Epstein : Gérard Vivier
- Frédéric Quiring : Alvarez
- Robert Bouvier : Lebel
- Marcello Scuderi : Bernardo
- Patrick Depeyrrat : le locataire irascible

## Distincions
- 48è Festival Internacional de Cinema de Berlín: Premi Pierrot a la millor primera pel·lícula europea per Olivier Péray
- Festival de Cinema d'Ourense de Cinema Independent 1998: Premi del Públic per a Olivier Péray[3]
- César 1999: Millor actor revelació per a Bruno Putzulu[4]
- Festival Love Screens a Verona 1999: Premi de la Crítica per Olivier Péray